# Unterlamm
Unterlamm osztrák község Stájerország Délkelet-stájerországi járásában. 2017 januárjában 1246 lakosa volt. 

## Elhelyezkedése

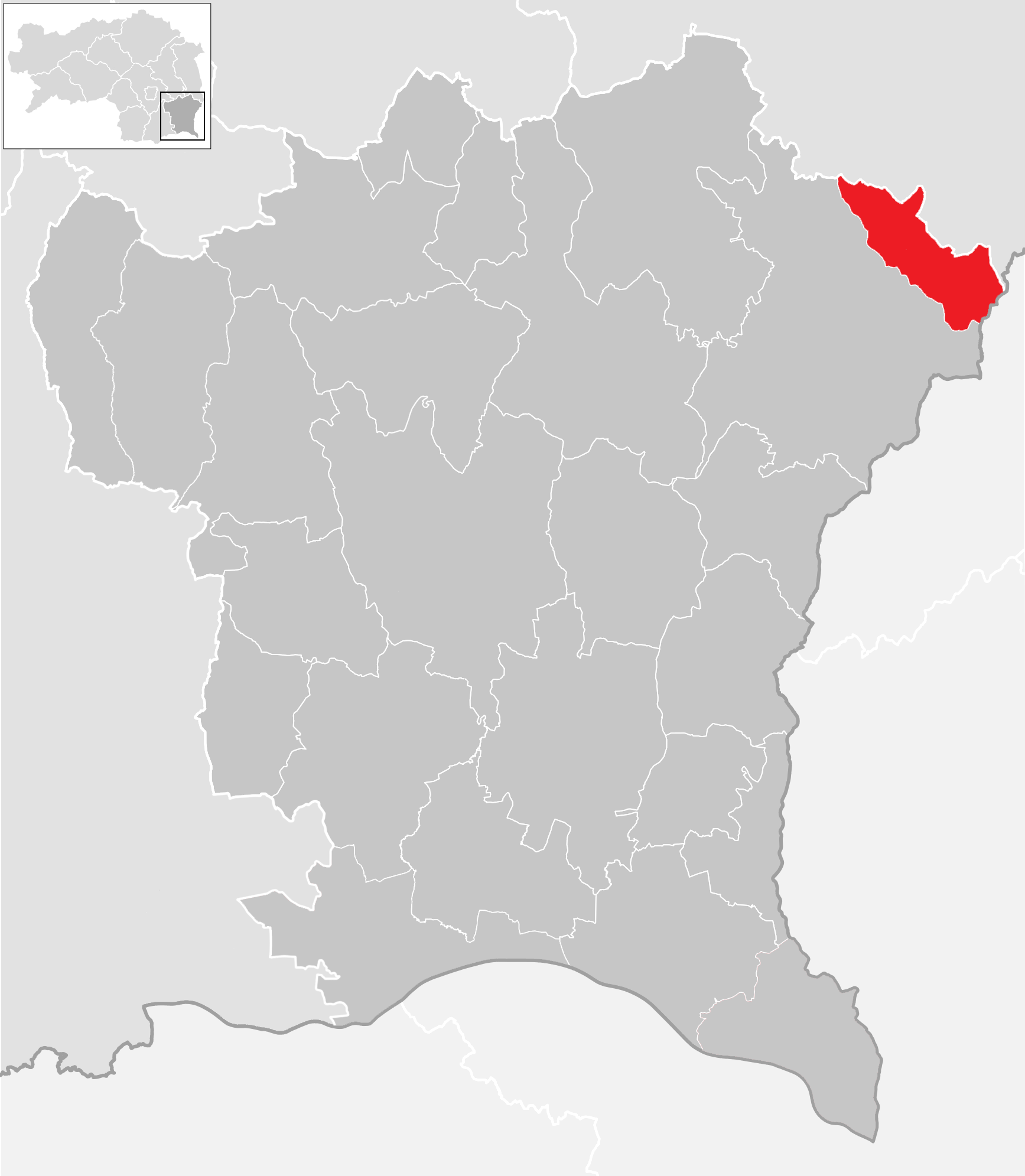
Unterlamm a Délkelet-stájerországi járásban

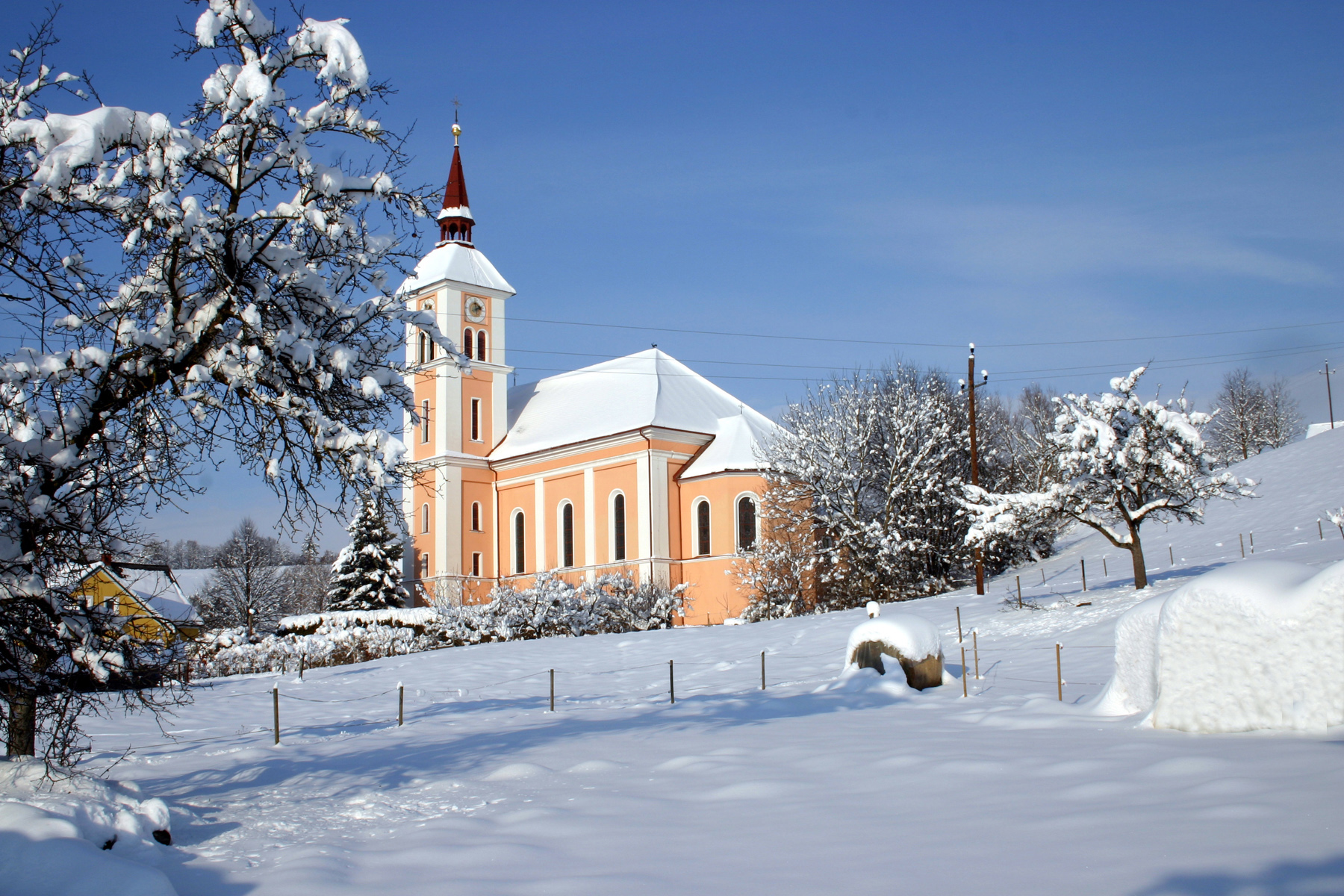
A Szt. Henrik-plébániatemplom

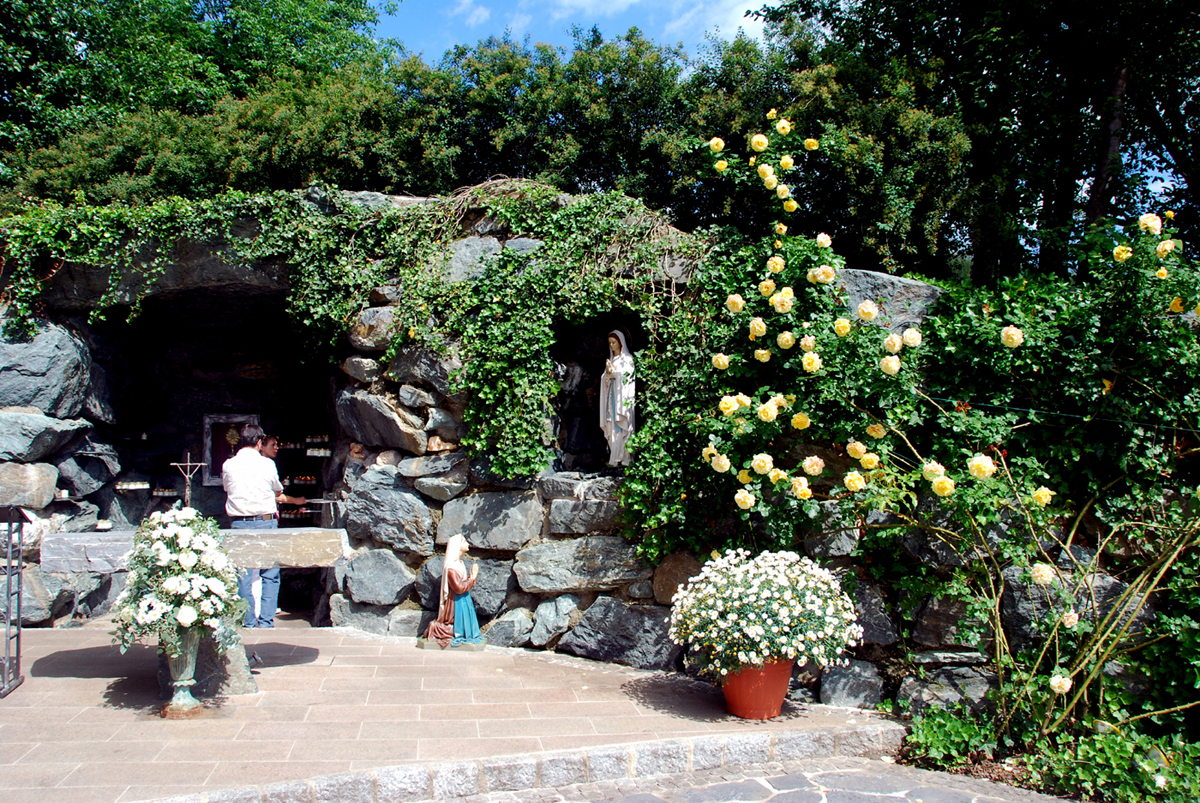
Lourdesi- Mária kőfülkéje

Unterlamm Kelet-Stájerországban fekszik a részben vulkanikus eredetű Kelet-stájerországi dombságon, kb. 48 km-re keletre Graztól. Az önkormányzat 3 települést egyesít (valamennyi a saját katasztrális községében): Magland (350 lakos), Oberlamm (254 lakos) és Unterlamm (629 lakos).
A környező önkormányzatok: délnyugatra Fehring, északnyugatra Fürstenfeld, északkeletre Loipersdorf bei Fürstenfeld, délnyugatra Gyanafalva (Burgenland).

## Története
Unterlamm területének korai lakóiról két halomsír árulkodik a falu melletti erdőben. Lamm első említése egy 1312-es oklevélben történt, bár minden valószínűséggel jóval előbb lakott volt. Feltehetően a szlávok alapították, akik a 6. század végén települtek be Stájerországba. 
A magyar határon fekvő falvakat sokszor fenyegették ellenséges betörések. 1668 és 1672 között Unterlammot is érintette a Délkelet-Stájerországot eluraló boszorkányüldözési láz. 
1850-ben a települési önkormányzatok első ausztriai megalakulása idején Magland, Oberlamm és Unterlamm közös tanácsot hozott létre és közös elöljáró képviselte az önkormányzatot. 1928-ban a tanácsot szétbontották és a három falu önálló községgé vált; majd 1951-ben ismét egyesítették őket, így jött létre a község a mai formájában. 

## Lakosság
Az unterlammi önkormányzat területén 2017 januárjában 1246 fő élt. A lakosságszám 1910-ben érte el csúcspontját 1732 fővel, azóta enyhe, de állandó csökkenést mutat. 2015-ben a helybeliek 98,1%-a volt osztrák állampolgár; a külföldiek közül 1% a régi (2004 előtti), 0,5% az új EU-tagállamokból érkezett. 2001-ben a lakosok 97,6%-a római katolikusnak, 0,6% evangélikusnak, 1,4% pedig felekezet nélkülinek vallotta magát. Ugyanekkor egy magyar élt a községben.

## Látnivalók
- a Szt. Henrik-plébániatemplom 1907-1910 között épült historizáló stílusban.
- a Lourdes-i Mária kőfülkéje
- védett feketenyár

## Fordítás
- Ez a szócikk részben vagy egészben  az   Unterlamm című német Wikipédia-szócikk ezen változatának fordításán alapul.  Az eredeti cikk szerkesztőit annak laptörténete sorolja fel. Ez a jelzés csupán a megfogalmazás eredetét és a szerzői jogokat jelzi, nem szolgál a cikkben szereplő információk forrásmegjelöléseként.